# Marthe Wéry
Marthe Wéry (Etterbeek, 26 april 1930 – Brussel, 8 februari 2005) was een Belgische kunstenares.
Tijdens haar carrière van meer dan 50 jaar evolueerde ze van figuratieve naar abstracte, monochrome schilderkunst. Na een minimalistische periode met geometrische schilderijen en repetitieve lijntekeningen, schakelde ze eind jaren 70 over naar poëtische kleuren. Vanaf dan maakte ze vooral vierkante en rechthoekige monochrome werken, waarbij de presentatie in de ruimte belangrijk was.
Haar werk wordt meestal geplaatst bij de fundamentele schilderkunst, een stroming die stelt dat schilderijen moeten uitdrukken wat ze zijn: pigmenten op een drager. Er wordt aandacht geschonken aan de materiële basiselementen van schilderkunst (drager, medium, textuur, kleur, pigment, lijn, lijst, etc.). Ook Wéry werkte meer dan vijftig jaar vanuit dit uitgangspunt.
Wéry’s meest beoefende discipline was de schilderkunst. Ze streefde ernaar de grenzen binnen het medium te verleggen. Haar oeuvre strekt zich echter uit over meerdere kunstdisciplines, naast schilderijen maakte ze ook tekeningen, grafisch werk en interieurontwerpen. Zelf maakte ze geen strak onderscheid en vond inspiratie in het combineren van technieken.
Van groot belang in haar praktijk was hoe de werken in relatie staan tot de toeschouwer, ruimtelijkheid, architectuur en licht. Wéry presenteerde haar werk op onconventionele manieren: liggend op de grond, gestapeld, op schragen, tegen de muur leunend, etc. Op die manier krijgen de tekeningen, grafische werken of schilderijen een sculpturale waarde, het worden installaties.
Haar werk bevindt zich in collecties van privé-eigenaren, galeries en de meeste Belgische musea waaronder het BAM in Mons (Museum voor Schone kunsten), het MRBA in Brussel (Musées royaux des Beaux-Arts de Belgique), S.M.A.K. in Gent (Stedelijk Museum voor Actuele Kunst), M HKA in Antwerpen (Museum van Hedendaagse Kunst Antwerpen) en Mu.ZEE in Oostende.
Musée d'art in Hainaut bezit een groot deel van Wéry's werk doordat de Provincie Henegouwen stelselmatig haar werk aankocht. In 2012 werd die collectie aangevuld met een schenking van de familie.
Ook in het buitenland werd haar werk aangekocht, onder andere door Centre Pompidou en het MAM (Musée d'Art Moderne) in Parijs en door Kunstmuseum Den Haag in Nederland.

## Biografie

### Privéleven
Marthe Wéry was getrouwd met Christian Debuyst (Wemmel, 1925 - Brussel, 2022). Debuyst was professor criminologie aan de KU Leuven (Katholieke Universiteit Leuven). Hij schreef regelmatig over het werk van zijn vrouw. Hierbij schonk hij aandacht aan haar minder bekende werk zoals haar tekeningen, onder andere in zijn boek Dessiner, écrire, penser. Marthe Wéry. Les dessins de la première période. 1952-1958 (2008).
Op 8 februari 2005 overleed Wéry onverwacht aan een hartaderbreuk. Ze was 74 jaar oud en op het hoogtepunt van haar bekendheid.
Haar laatste tentoonstelling: Les Couleurs du Monochrome in het Museum voor Schone Kunsten in Doornik was net afgelopen. De tentoonstelling werd georganiseerd door BPS22 als deel van 'Rijsel 2004, Culturele hoofdstad van Europa'.

### Opleiding
Als tiener leerde Wéry zichzelf tekenen, bezocht ze regelmatig musea en galeries en hield contact met artistieke kringen.
Na het middelbaar volgde ze een lerarenopleiding binnen de plastische kunsten (Ecole normale supérieure, secteur art).
Vervolgens schreef ze zich in voor de bacheloropleiding kunstgeschiedenis aan de KU Leuven aan de faculteit Kunst en Archeologie.
Na het eerste jaar in Leuven verhuisde Wéry naar Parijs, ze wilde de richting kunstgeschiedenis in Parijs verder studeren maar de studieprogramma's bleken niet compatibel. Toch bleef ze twee jaar in Parijs wonen.
In 1952 schreef de jonge Wéry (nog maar 22) zich in voor een eenjarige opleiding schilderkunst aan de privékunstschool La Grande Chaumière bij Montparnasse in Parijs. Daar leerde ze de basis van schetsen, tekenen en schilderen met olieverf.
Terug in België vestigde ze zich in Macquenoise in Henegouwen en werkte regelmatig in l'Atelier van de expressionistische beeldhouwer Oscar Jespers (1887-1970) in Sint-Lambrechts-Woluwe bij Brussel. Jespers maakte van zijn huis, ontworpen door avant-garde architect Victor Bourgeois, een artistiek centrum met ateliers en een tentoonstellingsruimte. Kunstenaars kwamen er samen om te werken, ideeën uit te wisselen en hun werk tentoon te stellen. 
In 1967 werd Wéry toegelaten tot Atelier 17 van de Britse graficus Stanley William Hayter (1901-1988) in Parijs. Hier volgde ze een opleiding gravure en specialiseerde zich in ets en aquatint. Hayter was de perfecte leermeester voor Wéry, bekend door zijn innovatieve druk- en graveertechnieken. Hij maakte surrealistisch en abstract expressionistisch werk.

### Docent
Wéry werkte 25 jaar in het onderwijs.
Aan de Sint-Lucas Hogeschool voor Architectuur in Brussel (Institut Saint-Luc) gaf ze schilderkunst en grafiek als hoogleraar in de schilderkunst. Het graveeratelier werd op haar initiatief samengevoegd met het schildersatelier.
Ze doceerde ook aan l'Erg in Brussel (Ecole de Recherche Graphique) en tussen 1993 en 1996 aan de l'Ecole des Beaux-Arts in Lyon.
Na haar pensioen in 1996 op 66-jarige leeftijd gaf ze alleen nog gastlessen aan de l'Ecole des Beaux-Arts in Nîmes, van 1998 tot 2000.
Het doorgeven van haar kennis was een belangrijk deel van haar leven. Ze vormde tal van jonge kunstenaars. Enkele van haar leerlingen werden later bekende kunstenaars, zoals Ann Veronica Janssens. Ze gaf ook les aan Sylvie Eyberg, die meeschreef aan het boek Marthe Wéry, vues (2007).
Als docent zette ze zich in voor het feminisme door vrouwelijke studenten aan te moedigen om sterk in hun schoenen te staan als kunstenaar en vrouw. Hoewel ze geen lid was van een groep en in haar werk geen expliciete politieke of sociale opvattingen duidelijk maakte, was ze wel een groot voorstander van de feministische beweging. In de jaren 60 illustreerde ze de tekst ICI van de invloedrijke schrijfster, filosofe en feministe Françoise Collin (1928-2012). En later in 1975 ontwierp ze de omslag van Collins poëziebundel 331W20: lection du président.

### Carrière
Haar eerste solo-expositie werd gehouden in 1965 in de Galerie Saint-Laurent.
in Brussel. Na de presentatie van haar werk in Gent, Brussel, Keulen, Amsterdam, de Biënnale van Venetië, 1982, in het Musee d'Art Contemporain de Montreal, was er in 1988 een persoonlijke tentoonstelling in Lyon: La couleur seule, l'expérience du monochrome. Het zijn precies haar monochromes die bekend zijn bij het internationale publiek.

## Artistieke praktijk

### Inspiratie
Wéry had verschillende visuele en literaire inspiratiebronnen.
Ze had grote bewondering voor het constructivisme, onder andere voor het werk van Kasimir Malevich (1879-1935), El Lissitzky (1980-1941) en Władysław Strzemiński (1893-1952). Strzemiński was schilder en theoreticus van het Unisme. Eind jaren 60 ontdekte Wéry zijn teksten waarin hij verklaarde dat elke vierkante centimeter binnen een constructie dezelfde waarde heeft, dat het oppervlak van een schilderij homogeen is en de spanning van de vorm gelijk moet worden verdeeld.
Volgens Strzemiński moest kunst zonder afleidingen en zo neutraal mogelijk gepresenteerd worden: in een witte ruimte. Wéry is het eens met de ideeën van de Poolse kunstenaar: ze schonk aandacht aan de structuur van het hele schilderoppervlak en presenteerde haar werk in witte ruimtes.
Ze vond ook inspiratie dichter bij huis, in de Nederlandse kunstbeweging De Stijl, bij het werk van Piet Mondriaan (1872–1944), Gerrit Rietveld (1888 -1964) en Theo Van Doesburg (1883–1931). Vooral in Wéry's vroeg geometrische werk is de invloed zichtbaar.
In tegenstelling het constructivisme en De Stijl zijn Wéry's werken eerder poëtisch en warmhartig dan koel en zakelijk. Daarnaast is ook de manier waarop ze kleur aanbracht verschillend, Wéry creëerde binnen enkele werken kernen van densiteit en pigment, waardoor de kleuren lijken te pulseren.
Het Amerikaanse abstract expressionisme ontdekte ze tijdens een reis naar de Verenigde Staten in 1969. Tijdens museumbezoeken ziet ze voor het eerst het werk van de color field painters Mark Rothko (1903-1970) en Barnett Newman (1905-1970) in levende lijve.

### Van figuratie naar abstractie
Toen haar opleiding in Parijs afgerond was, keerde Wéry terug naar België: ze vestigde zich in Macquenoise en ging aan de slag in l'Atelier van Jespers. Zoals veel jonge kunstenaars, zocht Wéry aan het begin van haar carrière een eigen plek binnen de kunstgeschiedenis. In het l'Atelier van Jespers slaagde ze erin zich los te koppelen van haar voorgangers. Op dat moment evolueerde haar werk van figuratie naar abstractie.

In een interview met Irmeline Lebeer gepubliceerd in onder andere de monografie Penser en peinture stelt ze: 
"Mijn werk is een opeenvolging van het wegvagen van tekens. Ik ben regelmatig voor dilemma's komen te staan: een poging tot uitwissen, leegte of de mogelijkheid van een nieuwe opening."
 En stelt ze over de vereenvoudiging die haar werk doormaakte: 
"Wat mijn ontwikkeling kenmerkt is de geleidelijke afbraak van vorm. Je kan niet zeggen 'een explosie van vorm', dat zou een wilde explosie zijn. Het is veel meer een kwestie van deconstructie met het oog op het herontdekken van een fundamentele structuur".
 Deze eerste abstracte werken tonen geometrische composities opgebouwd met vlakken. Ze gebruikte vooral grijstinten, maar legde in het beperkte kleurenpalet wel gevoel, balancerend tussen emotie en ratio.

### Van grijstinten naar kleur
In 1982 was Wéry's 'Venetië-reeks' te zien in het Belgische paviljoen op de Biënnale van Venetië; ze was de eerste vrouwelijke kunstenaar die België mocht vertegenwoordigen. Met deze tentoonstelling werd duidelijk dat kleur definitief aanwezig zou blijven in haar werk. Wéry maakte een reeks doeken met vele doorschijnende lagen. Aan de opbouw van verflagen besteedde ze veel aandacht, voor deze serie vormde ze eerst enkele lagen met een groen-grijze of blauwe achtergrond, maar kwam uiteindelijk uit bij intense, briljante rode tinten. De rode gloed van de werken was geïnspireerd op en versterkt door het Venetiaanse licht. De schilderijen werden niet traditioneel opgehangen maar geïnstalleerd zoals in haar atelier: leunend tegen de muren.

### Experiment
Experimenteren was essentieel voor Wéry, ze hield ervan de grens te bewandelen tussen toeval en beheersing, en om ze in elkaar over te laten lopen.
Haar vader Jules Wéry was aannemer, metselaar en bouwvakker. Wéry ging als kind regelmatig mee naar de werf en raakte zo al vroeg vertrouwd met bouwmaterialen. In haar kunst gebruikte ze die kennis en probeerde ze vele materialen, formaten en structuren uit, verder reikend dan het klassieke rechthoekige canvas. Zo koos ze dragers in hout, pvc en aluminium. Daarnaast stopte ze begin jaren 90 definitief met traditioneel schilderen met een penseel maar goot ze vanaf dan de kleur over de drager. De vloeistof stuurde ze door de drager te kantelen of een ventilator te gebruiken. Deze techniek leverde haar nieuwe texturen en kleurschakeringen op.

### Op zichzelf staande werken en open reeksen
Wéry maakte in het begin van haar carrière vooral 'op zichzelf staande schilderijen'. Maar ze dacht na over wat een oeuvre is of kan zijn. Een inspiratiebron voor deze aanpak was Strzeminski, die een oeuvre zag als een 'eenheid', een constructie die open moet blijven. Vanuit deze ideeën vloeiden vele series, suites, diptieken, triptieken en polyptieken voort. En zo kwam ze uit bij het begrip 'open reeksen'. Hieronder begreep ze: werken waarbij verschillende doeken van hetzelfde formaat op verschillende manieren gecombineerd worden, afhankelijk van de tentoonstellingsomstandigheden. Haar oeuvre werd een work in progress. Zo stelde ze:
"Er is niets te perfectioneren, maar steeds te voltooien, voor verder gevolg."
Ook maakte ze series specifiek voor een locatie of tentoonstelling zoals in Sao Paolo, Fort a/d Drecht (1988) en het werk Série Montréal 1985.
Een andere opmerkelijke serie is Calais, die ze begon in 1995. De serie werd nooit afgemaakt vanwege haar onverwachte overlijden in 2005. Het werk bestaat uit vele panelen bedekt in blauwtinten, van donkergrijs blauw tot babyblauw. Het werk kan opgesteld worden op verschillende manieren, afhankelijk van de locatie. Later zou men naar dit type werk verwijzen als 'variable media'. Dit betekent: een werk dat als een muziekpartituur is, steeds open voor een nieuwe presentatie en interpretatie. Op die manier blijft de serie een 'open reeks', ondanks het overlijden van de kunstenares.

## Kunstdisciplines

### Tekeningen
In 1952 studeerde Wéry een jaar aan de privékunstschool La Grande Chaumière in Parijs. Ze maakte snelle tekeningen in schetsboeken van mensen, bomen, veldslagen en stedelijke scènes (een park, de haven, een kruispunt). Ze tekende er naar levend model, bestudeerde oude kunst en moderne meesters en werd beïnvloed door de Franse lyrische abstractie uit de jaren 50 (o.a. Jean René Bazaine). Haar werk evolueert in deze periode van waarheidsgetrouwe schetsen naar meer abstracter, schematisch werk. Ze wil in de eerste plaats de ruimte weergeven in haar schetsen. De resultaten blijven herkenbare taferelen maar ze zijn opgebouwd uit zo weinig mogelijk lijnen.
Na de schetsen op kleiner formaat waagt ze zich aan grotere tekeningen van landschappen. Wéry's aandacht voor lijnen en dynamiek zorgt voor sterke composities.

### Grafiek
Wéry had een voorliefde voor grafiek en maakte doorheen haar carrière regelmatig grafisch werk. Vooral etsen en aquatinten genoten haar voorkeur.
Op haar eerste solotentoonstelling, in 1965 in de Galerie Saint-Laurent in Brussel, presenteerde Wéry geometrische etsen. Ze maakte indruk met nauwkeurige composities en een interessante dynamiek in de oppervlaktestructuur.
In de jaren 80 maakte ze een aantal series voor tentoonstellingen in Montréal en Den Haag.
Kort voor haar dood begon ze aan een nieuwe serie etsen. Maar de etsen werden pas na haar dood gedrukt en door haar man Christian Debuyst verwerkt in het boek Marthe Wéry: La Période Lignée (1972-1977) / De Gelijnde Periode (Brussel, België: J.P. De Paepe, 2004).

### Geometrische schilderijen
Aan het eind van de jaren 60 liet Wéry de prentkunst rusten en keerde ze naar de schilderkunst. Geïnspireerd door de geometrische composities van haar etsen maakte ze werken met acryl op hout en doek. Haar kleurenpalet bleef hoofdzakelijk beperkt tot wit, grijs en zwart. Af en toe gebruikte ze spuitbussen waarmee ze fijn gespikkelde vlakken creëerde die glinsteren in het licht. Wéry buitte de materialiteit van de drager en variaties in textuur en lichtweerkaatsing zo veel mogelijk uit.
Op advies van haar Duitse galeriehouder, Paul Maenz (1939), werd besloten haar productie voorafgaand aan de geometrische periode als het begin van haar werk te zien en omwille van commerciële doeleinden, te verbergen.

### Op papier: lijnen, tekst, verf
Rond 1975 koos Wéry wederom een andere drager, die meer vergankelijk is. Ze stapte over van doek naar handgeschepte vellen papier. Wéry bracht vele kleurlagen aan op het papier, waarbij het broze materiaal de vloeistof absorbeert en de ruwe textuur van de drager naar voren kwam. Dat effect probeerde ze bewust te bereiken, zo stelt ze: 
"Alle elementen waaruit het werk bestaat, moeten verschijnen voor wat ze zijn: het visuele effect is rechtstreeks verbonden met het geheel en met het dynamische aspect van de relaties die ze onderling vormen. De elementen moeten voldoende verschillend en duidelijk blijven. Met andere woorden, elk materiaal moet verschijnen voor wat het is. Maar anderzijds moeten deze elementen een structurerende relatie met elkaar aangaan."
 Met de inkt tekent ze repetitieve lijnen op het papier, dicht op elkaar getekend met een liniaal.
"Al mijn werk bestaat uit een elementaire zoektocht om het oppervlak te beleven. Elementair - dat wil zeggen vanuit het minimum het wezenlijke trachten op te sporen. Het is een kwestie van deconstrueren om een meer fundamentele structuur te herontdekken. Deze meer fundamentele structuur is de lijn, niet gezien als een gebaar maar als een zeer strakke opeenvolging van punten."
 Rond 1980 verving Wéry de lijnen door tekst of scripts. Schrijfsels van Henri Matisse (1869-1954) en Gertrude Stein (1874-1946) gebruikte ze letterlijk, overgeschreven, in haar werk.
Hierna begon ze met het bedekken en doordrenken van de vellen met verschillende lagen verf.
Door de grote hoeveelheden verf op het papier gingen drager, textuur en kleur volledig in elkaar op.
Wéry verkende de textuur van het medium maar ook de driedimensionaliteit. Zo plooide ze de papieren behoedzaam en presenteerde de vellen op ongewone manieren: in stapels, naast elkaar, apart op een rij op de vloer of zonder kader aan de muur. Door de stapeling of andere ongewone presentatievormen kunnen de vellen ook gezien worden als sculpturen of installaties.

### Architectuur
Wéry had graag architectuur gestudeerd, zo stelt ze: 
"Ik ben ervan overtuigd dat als ik een jongen was geweest, ik in de architectuur zou zijn gegaan. Ik ben de dochter van een metselaar en bouwvakker, en ik vind dat iedereen zijn eigen huis zou moeten bouwen."
 Haar liefde voor architectuur kon ze, los van haar schilderkunst, wel enkele keren inzetten in haar carrière.
Aan het einde van de jaren 50 maakte Wéry op uitnodiging van architect Georges Volckrick glas-in-loodramen voor verschillende particuliere woningen en voor het klooster van Assumptie in Leuven.
Ze werkte samen met Jean-Paul Emonds-Alt (1928-2014) aan nieuwe glas-in-loodramen voor de Collégiale Sint-Gertrudiskerk in Nijvel. De architect die de werken opvolgde was Paul Guy Ghislain Ladrière. Na conflicten tijdens het project, dat meer dan tien jaar duurde, werden enkel de ramen in het transept en in de Chapelle Sainte-Barbe voltooid.

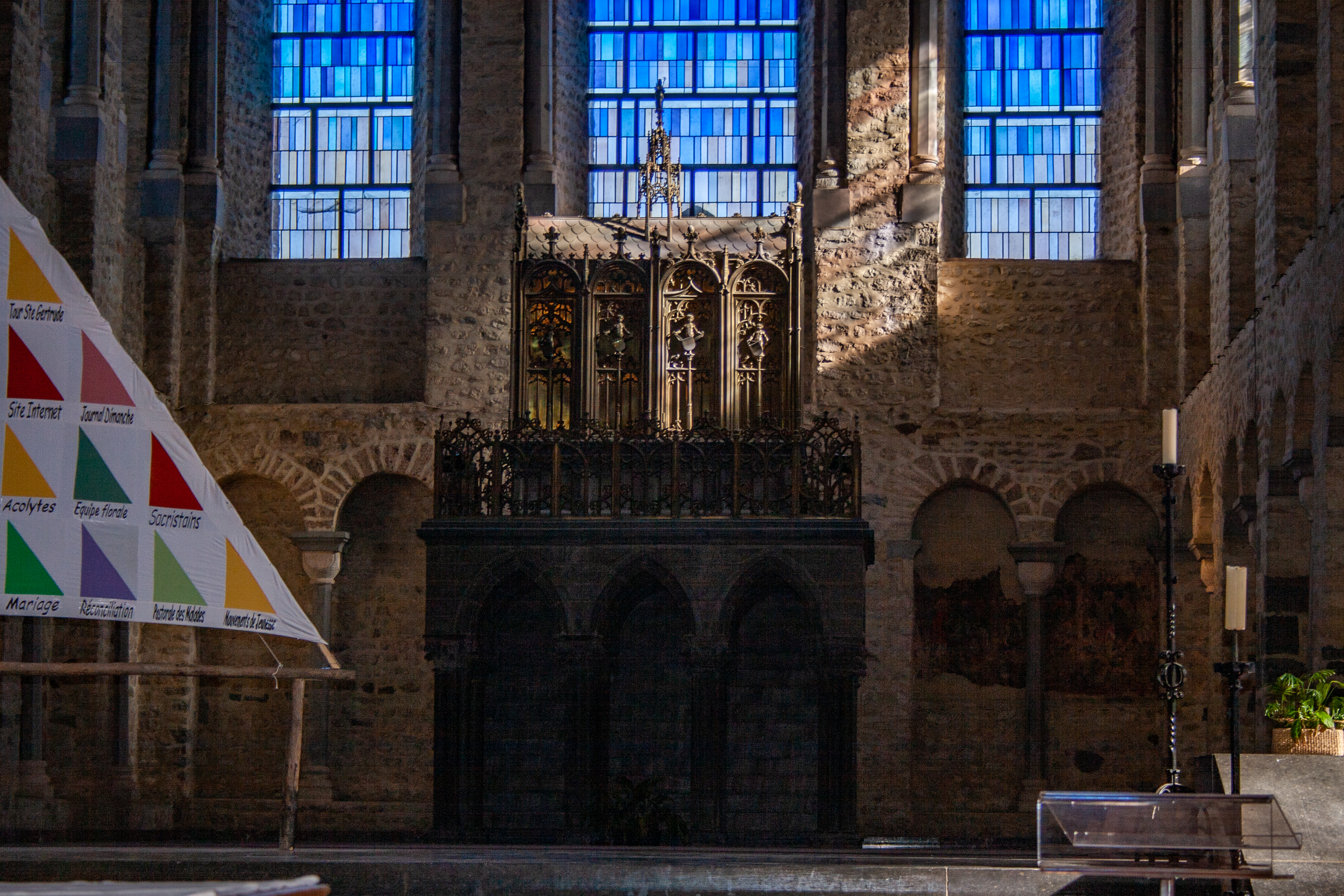
Glasramen ontworpen door Marthe Wéry in de Chapelle Sainte-Barbe in de Collégiale Sint-Gertrudiskerk te Nijvel

Op uitnodiging van Charles Vandenhove (1927-2019) maakte ze de lambriseringen voor het Universitair ziekenhuis in Luik.
Wéry werkte aan projecten voor het metrostation Albert in Brussel, de rechtenfaculteit in Louvain-La-Neuve en de theaterzaal Manège in Bergen, maar die hebben het daglicht nooit gezien.

## Openbare opdrachten
Sinds 1985 werden talrijke openbare opdrachten toevertrouwd aan haar. Ze heeft werk geproduceerd voor het Centre Hospitalier Universitaire de Liège in Sart Tilman bij Luik, voor het metrostation Albert in Brussel en ook de glasramen van het college van Nijvel.
Vanaf 2002 wordt een serie schilderijen van Marthe Wéry tentoongesteld in het Koninklijk Paleis van Brussel. Koningin Paola richtte een commissie op die verantwoordelijk was voor de integratie van hedendaagse kunst in het 19e-eeuwse gebouw. Marthe Wéry werd hiervoor geselecteerd, samen met Jan Fabre, Dirk Braeckman en Patrick Corillon. Haar schilderijen sieren de hal van de begane grond die leidt naar het kabinet van de koning. De kunstwerken kunnen elke zomer gratis bezichtigd worden tijdens de opening van het koninklijke paleis voor het publiek.

## Citaat
"Er is niets te perfectioneren, maar steeds te voltooien, voor verder gevolg."

## Onderscheiding
In 2004 werd ze commandeur van de Orde van Leopold.

## Meer lezen
- Dessiner, écrire, penser. Marthe Wéry. Les dessins de la première période. 1952-1958 (2008)[9]

- Biblioteca Nacional de España: XX1468003
- Bibliothèque nationale de France: cb119916160 (data)
- Gemeinsame Normdatei: 122554612
- International Standard Name Identifier: 0000 0001 1447 8548
- Library of Congress Control Number: n87150050
- Nederlandse Thesaurus van Auteursnamen: 072703601
- RKD-Nederlands Instituut voor Kunstgeschiedenis: 83736
- SNAC: w6zp5w76
- Système universitaire de documentation: 027990419
- Union List of Artist Names: 500054001
- Virtual International Authority File: 73862489
- WorldCat: E39PBJmdyMMtFjy8YYfR4vRR8C